# Indy Lights 2011
De Indy Lights 2011 was het zesentwintigste kampioenschap van de Indy Lights. Het kampioenschap werd gewonnen door de Amerikaanse coureur Josef Newgarden die uitkwam voor Sam Schmidt Motorsports.

## Teams en rijders
Alle teams reden met een Dallara IPS-chassis en met een 3.5 L Infiniti V8-motor.
| Team                     | Nr | Rijder            | Sponsor(s)                                          | Races                                                                                     |
| ------------------------ | -- | ----------------- | --------------------------------------------------- | ----------------------------------------------------------------------------------------- |
| Sam Schmidt Motorsports  | 3  | Victor Carbone    | Nevoni                                              | Alles                                                                                     |
| Sam Schmidt Motorsports  | 7  | Esteban Guerrieri | Lucas Oil                                           | Alles                                                                                     |
| Sam Schmidt Motorsports  | 11 | Josef Newgarden   | Copart / Score Big / Robo-Pong                      | Alles                                                                                     |
| Sam Schmidt Motorsports  | 77 | Conor Daly        | Road to Indy / Curb Records                         | Reed in St. Petersburg, Barber, Long Beach, Trois-Rivières, en Baltimore                  |
| Sam Schmidt Motorsports  | 77 | Bryan Clauson     | Road to Indy / Curb Records                         | Reed alleen de Oval races                                                                 |
| Sam Schmidt Motorsports  | 77 | Daniel Herrington | Mazda Road to Indy                                  | Reed alleen in Toronto and Edmonton                                                       |
| Team Moore Racing        | 2  | Gustavo Yacamán   | Crepes & Waffles / Tuvacol                          | Alles                                                                                     |
| Team Moore Racing        | 22 | Víctor García     | Xtreme Coil Drilling                                | Reed alleen in St. Petersburg en Toronto                                                  |
| Team Moore Racing        | 22 | Daniel Morad      | Xtreme Coil Drilling                                | Reed alleen in Edmonton                                                                   |
| Team Moore Racing        | 22 | Mikaël Grenier    | Xtreme Coil Drilling                                | Reed alleen in Trois-Rivieres                                                             |
| Team Moore Racing        | 22 | Brandon Wagner    | Xtreme Coil Drilling / ChiroRacing.net              | Reed alleen in Loudon, Kentucky, en Las Vegas                                             |
| Team Moore Racing        | 22 | Tõnis Kasemets    | Xtreme Coil Drilling                                | Reed alleen in Baltimore                                                                  |
| Andretti Autosport       | 5  | Stefan Wilson     | Citizenre Solar Leasing                             | Alles                                                                                     |
| Andretti Autosport       | 26 | James Winslow     |                                                     | Reed alleen in St. Petersburg, Barber, Long Beach en Indianapolis                         |
| Andretti Autosport       | 26 | Peter Dempsey     |                                                     | Reed alleen in Toronto, Edmonton, Trois-Rivieres en Baltimore                             |
| Bryan Herta Autosport    | 28 | Duarte Ferreira   | Sonangol Group                                      | Alles                                                                                     |
| Bryan Herta Autosport    | 29 | Bruno Andrade     | William Rast                                        | Reed alleen in Toronto, Edmonton, Trois-Rivieres, en Baltimore                            |
| Davey Hamilton Racing    | 32 | Brandon Wagner    | ChiroRacing.net                                     | Reed alleen in Indianapolis, Milwaukee en Iowa                                            |
| Davey Hamilton Racing    | 32 | Stefan Rzadzinski | Octane Motorsports Events                           | Reed alleen in Edmonton                                                                   |
| O2 Racing Technology     | 36 | Peter Dempsey     | Pulse: The Safer Braking Technology                 | Reed alleen in St. Petersburg en Milwaukee                                                |
| O2 Racing Technology     | 63 | Mikaël Grenier    | Cell Safety                                         | Reed alleen in St. Petersburg en Indianapolis                                             |
| Team E                   | 17 | Joel Miller       | Skip Barber Racing School                           | Reed alleen in St. Petersburg                                                             |
| Team E                   | 17 | Rusty Mitchell    | Motorola / Petro Communications / Skip Barber       | Reed alleen in Long Beach, Indianapolis, New Hampshire, Baltimore, Kentucky, en Las Vegas |
| Belardi Auto Racing      | 4  | Jorge Goncalvez   |                                                     | Alles                                                                                     |
| Belardi Auto Racing      | 9  | Anders Krohn      | Liberty Engineering                                 | Alles                                                                                     |
| Belardi Auto Racing      | 19 | Jacob Wilson      |                                                     | Reed alleen in Kentucky en Las Vegas                                                      |
| Jensen MotorSport        | 12 | Juan Pablo Garcia | Freightliner                                        | Reed alleen in St. Peterburg en Indianapolis                                              |
| Jensen MotorSport        | 12 | Eric Jensen       | Pusateri's                                          | Reed alleen in Toronto                                                                    |
| Jensen MotorSport        | 12 | Oliver Webb       | ExpoSystems                                         | Reed alleen in Edmonton, Baltimore en Las Vegas                                           |
| Jensen MotorSport        | 16 | David Ostella     | Global Precast                                      | Alles                                                                                     |
| Brooks Associates Racing | 8  | Ryan Phinny       | Race 2 Energy Independence / Dos Lunas Tequila      | Reed alleen in Long Beach                                                                 |
| Willy T. Ribbs Racing    | 32 | Willy T. Ribbs    | Starting Grid Inc.                                  | Reed alleen in Baltimore in samenwerking met Davey Hamilton Racing                        |
| Willy T. Ribbs Racing    | 75 | Chase Austin      | Willy T. Ribbs / Starting Grid, Inc.                | Reed alleen in Indianapolis en Iowa in samenwerking met Brooks Associates Racing          |
| Goree Multisports        | 44 | Tyler Dueck       | Gala Investors Group / Premier Pacific Developments | Reed alleen in Edmonton                                                                   |

## Races
| Race | Datum       | Racenaam                                           | Circuit                                | Locatie            |
| ---- | ----------- | -------------------------------------------------- | -------------------------------------- | ------------------ |
| 1    | 27 Maart    | Firestone Indy Lights Grand Prix of St. Petersburg | Stratencircuit Saint Petersburg        | St. Petersburg, FL |
| 2    | 10 April    | Firestone Indy Lights Grand Prix of Alabama        | Barber Motorsports Park                | Birmingham, AL     |
| 3    | 17 April    | Long Beach 100                                     | Stratencircuit Long Beach              | Long Beach, CA     |
| 4    | 27 Mei      | Firestone Freedom 100                              | Indianapolis Motor Speedway            | Speedway, IN       |
| 5    | 19 Juni     | David Hobbs 100                                    | Milwaukee Mile                         | West Allis, WI     |
| 6    | 25 Juni     | Sukup 100                                          | Iowa Speedway                          | Newton, IA         |
| 7    | 10 Juli     | Toronto 100                                        | Stratencircuit Toronto                 | Toronto, ON        |
| 8A   | 23 Juli     | Edmonton Twin 100s Race 1                          | Edmonton City Centre Airport (circuit) | Edmonton, Alberta  |
| 8B   | 24 Juli     | Edmonton Twin 100s Race 2                          | Edmonton City Centre Airport (circuit) | Edmonton, Alberta  |
| 9    | 7 Augustus  | Grand Prix de Trois-Rivières                       | Trois-Rivières (circuit)               | Trois-Rivières, QC |
| 10   | 14 Augustus | New Hampshire 100                                  | New Hampshire Motor Speedway           | Loudon, NH         |
| 11   | 4 September | Baltimore 100                                      | Stratencircuit Baltimore               | Baltimore, MD      |
| 12   | 2 Oktober   | Drive Smart Buckle-Up Kentucky 100                 | Kentucky Speedway                      | Sparta, KY         |
| 13   | 16 Oktober  | Las Vegas 100                                      | Las Vegas Motor Speedway               | Las Vegas, Nevada  |

## Race resultaten
| Race | Race Naam        | Pole positie      | Snelste ronde     | Meeste ronden aan de leiding | Winnende rijder   | Winnende team           |
| ---- | ---------------- | ----------------- | ----------------- | ---------------------------- | ----------------- | ----------------------- |
| 1    | Saint Petersburg | Esteban Guerrieri | Conor Daly        | Josef Newgarden              | Josef Newgarden   | Sam Schmidt Motorsports |
| 2    | Barber           | Víctor García     | Víctor García     | Víctor García                | Víctor García     | Team Moore Racing       |
| 3    | Long Beach       | Esteban Guerrieri | Conor Daly        | Josef Newgarden              | Conor Daly        | Sam Schmidt Motorsports |
| 4    | Indianapolis     | Bryan Clauson     | Brandon Wagner    | Josef Newgarden              | Josef Newgarden   | Sam Schmidt Motorsports |
| 5    | Milwaukee        | Esteban Guerrieri | Josef Newgarden   | Esteban Guerrieri            | Esteban Guerrieri | Sam Schmidt Motorsports |
| 6    | Iowa             | Esteban Guerrieri | Bryan Clauson     | Josef Newgarden              | Josef Newgarden   | Sam Schmidt Motorsports |
| 7    | Toronto          | Esteban Guerrieri | Esteban Guerrieri | Stefan Wilson                | Stefan Wilson     | Andretti Autosport      |
| 8A   | Edmonton         | Josef Newgarden   | Josef Newgarden   | Esteban Guerrieri            | Esteban Guerrieri | Sam Schmidt Motorsports |
| 8B   | Edmonton         | Josef Newgarden   | Esteban Guerrieri | Josef Newgarden              | Josef Newgarden   | Sam Schmidt Motorsports |
| 9    | Trois-Rivières   | Esteban Guerrieri | Esteban Guerrieri | Esteban Guerrieri            | Esteban Guerrieri | Sam Schmidt Motorsports |
| 10   | Loudon           | Josef Newgarden   | Josef Newgarden   | Josef Newgarden              | Josef Newgarden   | Sam Schmidt Motorsports |
| 11   | Baltimore        | Conor Daly        | Josef Newgarden   | Conor Daly                   | Gustavo Yacamán   | Team Moore Racing       |
| 12   | Kentucky         | Stefan Wilson     | Duarte Ferreira   | Stefan Wilson                | Stefan Wilson     | Andretti Autosport      |
| 13   | Las Vegas        | Victor Carbone    | Stefan Wilson     | Josef Newgarden              | Victor Carbone    | Sam Schmidt Motorsports |

## Uitslagen
| Pos | Rijder            | STP | BAR | LBH | INDY | MIL | IOW | TOR | EDM | EDM | TRO | LOU | BAL | KTY | LSV | Punten |
| Pos | Rijder            | STP | BAR | LBH | INDY | MIL | IOW | TOR | R1  | R2  | TRO | LOU | BAL | KTY | LSV | Punten |
| --- | ----------------- | --- | --- | --- | ---- | --- | --- | --- | --- | --- | --- | --- | --- | --- | --- | ------ |
| 1   | Josef Newgarden   | 1*  | 6   | 13* | 1*   | 2   | 1*  | 8   | 2   | 1*  | 3   | 1*  | 2   | 2   | 9*  | 553    |
| 2   | Esteban Guerrieri | 6   | 15  | 2   | 2    | 1*  | 12  | 4   | 1*  | 14  | 1*  | 5   | 12  | 10  | 2   | 459    |
| 3   | Stefan Wilson     | 16  | 2   | 3   | 4    | 8   | 8   | 1*  | 4   | 2   | 4   | 12  | 5   | 1*  | 8   | 450    |
| 4   | Gustavo Yacamán   | 14  | 12  | 4   | 15   | 5   | 2   | 3   | 5   | 16  | 2   | 4   | 1   | 11  | 5   | 401    |
| 5   | Jorge Goncalvez   | 11  | 4   | 10  | 11   | 3   | 6   | 6   | 7   | 12  | 9   | 2   | 16  | 3   | 3   | 371    |
| 6   | Victor Carbone    | 9   | 14  | 6   | 18   | 6   | 7   | 9   | 11  | 4   | 10  | 10  | 3   | 7   | 1   | 357    |
| 7   | Anders Krohn      | 5   | 9   | 8   | 12   | 9   | 11  | 5   | 13  | 6   | 6   | 11  | 6   | 13  | 7   | 328    |
| 8   | Duarte Ferreira   | 8   | 7   | 14  | 13   | 12  | 5   | 10  | 8   | 9   | 8   | 3   | 10  | 6   | 11  | 323    |
| 9   | David Ostella     | 4   | 13  | 9   | 8    | 7   | 9   | 13  | 14  | 8   | 7   | 6   | 15  | 12  |     | 287    |
| 10  | Peter Dempsey     | 3   | 3   | 17  | 6    | DNS |     | 2   | 12  | 3   | 5   |     | 9   |     |     | 264    |
| 11  | Víctor García     | 15  | 1*  | 12  | 3    | 10  | 4   | 7   |     |     |     |     |     |     |     | 199    |
| 12  | Bryan Clauson     |     |     |     | 51   | 4   | 3   |     |     |     |     | 7   |     | 5   | 13  | 170    |
| 13  | Conor Daly        | 2   | 11  | 1   |      |     |     |     |     |     | 13  |     | 14* |     |     | 145    |
| 14  | Rusty Mitchell    |     |     | 11  | 7    |     |     |     |     |     |     | 8   | 7   | 8   | 12  | 137    |
| 15  | Brandon Wagner    |     |     |     | 14   | 11  | 13  |     |     |     |     | 9   |     | 4   | 6   | 134    |
| 16  | Mikaël Grenier    | 7   | 5   | 7   | 10   |     |     |     |     |     | 11  |     |     |     |     | 121    |
| 17  | Bruno Andrade     |     |     |     |      |     |     | 11  | 6   | 15  | 12  |     | 4   |     |     | 112    |
| 18  | Oliver Webb       |     |     |     |      |     |     |     | 3   | 5   |     |     | 11  |     | 10  | 104    |
| 19  | James Winslow     | 10  | 10  | 5   | 17   |     |     |     |     |     |     |     |     |     |     | 83     |
| 20  | Juan Pablo Garcia | 12  | 8   | 15  | 16   |     |     |     |     |     |     |     |     |     |     | 71     |
| 21  | Daniel Herrington |     |     |     |      |     |     | 12  | 9   | 7   |     |     |     |     |     | 66     |
| 22  | Jacob Wilson      |     |     |     |      |     |     |     |     |     |     |     |     | 9   | 4   | 54     |
| 23  | Chase Austin      |     |     |     | 9    |     | 10  |     |     |     |     |     |     |     |     | 42     |
| 24  | Stefan Rzadzinski |     |     |     |      |     |     |     | 10  | 13  |     |     |     |     |     | 37     |
| 25  | Tyler Dueck       |     |     |     |      |     |     |     | 16  | 10  |     |     |     |     |     | 34     |
| 26  | Daniel Morad      |     |     |     |      |     |     |     | 15  | 11  |     |     |     |     |     | 34     |
| 27  | Tõnis Kasemets    |     |     |     |      |     |     |     |     |     |     |     | 8   |     |     | 24     |
| 28  | Joel Miller       | 13  |     |     |      |     |     |     |     |     |     |     |     |     |     | 17     |
| 29  | Willy T. Ribbs    |     |     |     |      |     |     |     |     |     |     |     | 13  |     |     | 17     |
| 30  | Ryan Phinny       |     |     | 16  |      |     |     |     |     |     |     |     |     |     |     | 14     |
|     | Eric Jensen       |     |     |     |      |     |     | DNQ |     |     |     |     |     |     |     | 0      |
| Pos | Rijder            | STP | BAR | LBH | INDY | MIL | IOW | TOR | R1  | R2  | TRO | LOU | BAL | KTY | LSV | Punten |
| Pos | Rijder            | STP | BAR | LBH | INDY | MIL | IOW | TOR | EDM |     | TRO | LOU | BAL | KTY | LSV | Punten |

| Kleur       | Resultaat                       |
| ----------- | ------------------------------- |
| Goud        | Winnaar                         |
| Zilver      | 2de plaats                      |
| Brons       | 3de plaats                      |
| Groen       | 4de en 5de plaats               |
| Lichtblauw  | 6de–10de plaats                 |
| Donkerblauw | Gefinisht (buiten de Top 10)    |
| Paars       | Niet gefinisht                  |
| Rood        | Niet gekwalificeerd (DNQ)       |
| Bruin       | Teruggetrokken (Wth)            |
| Zwart       | Gediskwalificeerd (DSQ)         |
| Wit         | Niet Gestart (DNS)              |
| Blank       | Nam geen deel aan de race (DNP) |
| Blank       | Niet geracet                    |

| Toegevoegde info    |                                                      |
| vet                 | Pole positie (1 punt)                                |
| cursief             | Snelste ronde                                        |
| *                   | Meeste ronden aan de leiding (2 punten)              |
| 1                   | Kwalificatie geannuleerd geen bonuspunten uitgedeeld |
| Rookie van het Jaar |                                                      |
| Rookie              |                                                      |

| Kleur       | Resultaat                       |
| ----------- | ------------------------------- |
| Goud        | Winnaar                         |
| Zilver      | 2de plaats                      |
| Brons       | 3de plaats                      |
| Groen       | 4de en 5de plaats               |
| Lichtblauw  | 6de–10de plaats                 |
| Donkerblauw | Gefinisht (buiten de Top 10)    |
| Paars       | Niet gefinisht                  |
| Rood        | Niet gekwalificeerd (DNQ)       |
| Bruin       | Teruggetrokken (Wth)            |
| Zwart       | Gediskwalificeerd (DSQ)         |
| Wit         | Niet Gestart (DNS)              |
| Blank       | Nam geen deel aan de race (DNP) |
| Blank       | Niet geracet                    |

| Toegevoegde info    |                                                      |
| vet                 | Pole positie (1 punt)                                |
| cursief             | Snelste ronde                                        |
| *                   | Meeste ronden aan de leiding (2 punten)              |
| 1                   | Kwalificatie geannuleerd geen bonuspunten uitgedeeld |
| Rookie van het Jaar |                                                      |
| Rookie              |                                                      |

| Positie | 1  | 2  | 3  | 4  | 5  | 6  | 7  | 8  | 9  | 10 | 11 | 12 | 13 | 14 | 15 | 16 | 17 | 18 | 19 | 20 | 21 | 22 | 23 | 24 | 25 | 26 | 27 | 28 | 29 | 30 | 31 | 32 | 33 |
| ------- | -- | -- | -- | -- | -- | -- | -- | -- | -- | -- | -- | -- | -- | -- | -- | -- | -- | -- | -- | -- | -- | -- | -- | -- | -- | -- | -- | -- | -- | -- | -- | -- | -- |
| Punten  | 50 | 40 | 35 | 32 | 30 | 28 | 26 | 24 | 22 | 20 | 19 | 18 | 17 | 16 | 15 | 14 | 13 | 12 | 12 | 12 | 12 | 12 | 12 | 12 | 10 | 10 | 10 | 10 | 10 | 10 | 10 | 10 | 10 |

1986 ·
1987 ·
1988 ·
1989 ·
1990 ·
1991 ·
1992 ·
1993 ·
1994 ·
1995 ·
1996 ·
1997 · 
1998 ·
1999 ·
2000 ·
2001 ·
2002 ·
2003 ·
2004 ·
2005 ·
2006 ·
2007 ·
2008 ·
2009 ·
2010 ·
2011 ·
2012 ·
2013 ·
2014 ·
2015 ·
2016 ·
2017 ·
2018 ·
2019 ·
2020 ·
2021 ·
2022 ·
2023 ·
2024 ·
2025

Lijst van coureurs